# Ponte Malo-Konjušennyj

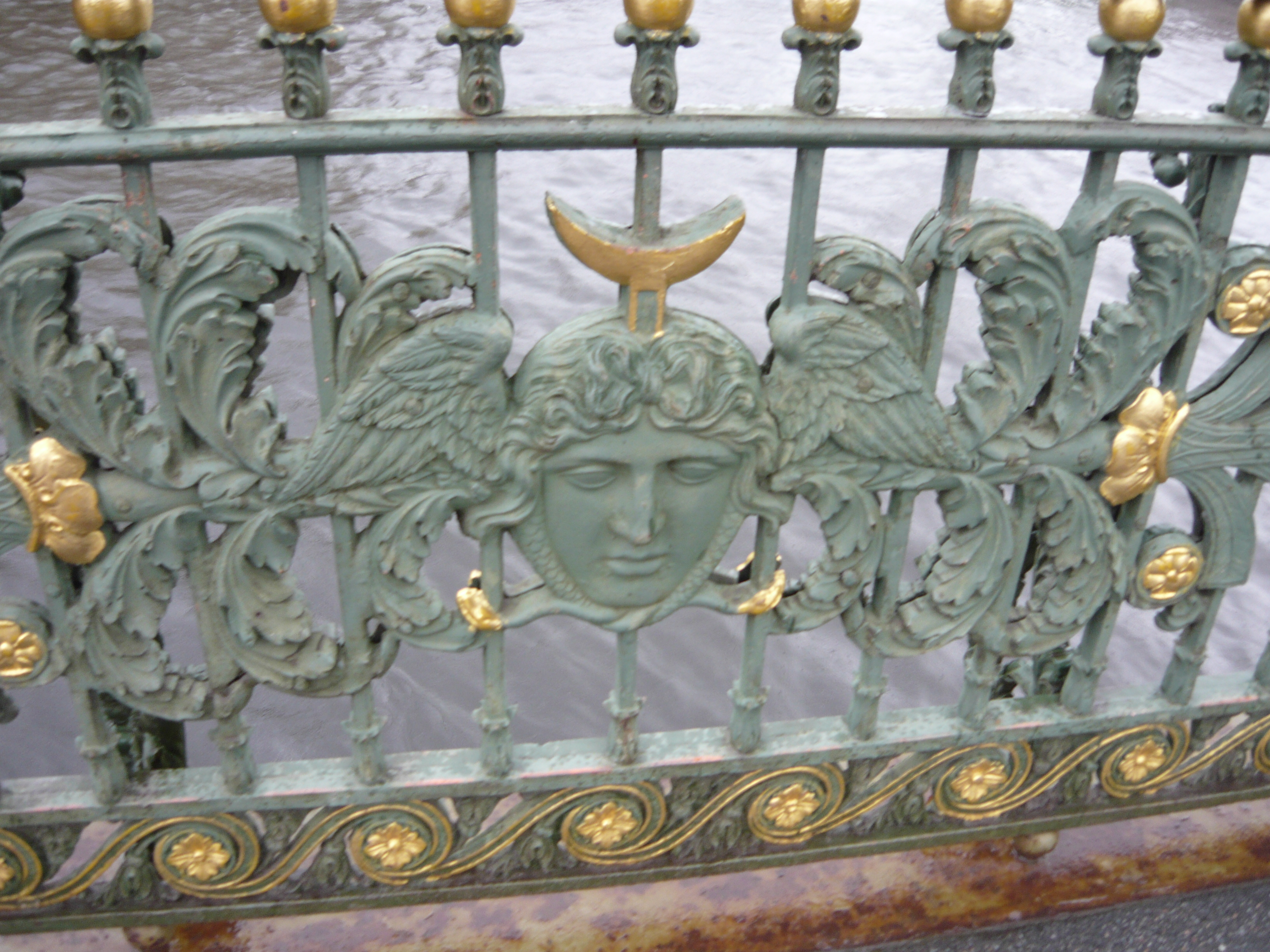
Elemento decorativo della recinzione

Il ponte Malo-Konjušennyj fa parte della composizione unica del ponte "Triplo" nel distretto centrale di San Pietroburgo.
É situato all'incrocio tra il canale Griboedov e il fiume Moika.
La stazione della metropolitana più vicina (700 m) è Nevskij prospekt, con uscita sul canale Griboyedov.

## Nome
Il ponte Malo-Konjušennyj è il secondo ponte dalla piazza delle scuderie, su cui si trovavano le scuderie imperiali principali. Prese il nome dal fatto che al momento della costruzione il ponte Pervo-Konjušennyj esisteva già.

## Storia
Il primo ponte di legno sul sito del moderno ponte Malo-Konjušennyj fu realizzato sopra il fiume Mojka nel 1716, in seguito fu situato più vicino al sito dell'attuale secondo ponte del giardino.
In questo sito furono costruiti due ponti alla fine del 1730, durante il regno di Anna Ioannovna: il ponte Pervo-Konjušennyj fu gettato sul fiume Krivusha (il futuro canale Griboyedov), la cui sorgente era stata appena collegata al Moika, e il Malo-Konjušennyj. Entrambi erano ponti levatoi di legno a tre campate. Nel 1770 il ponte Pervo-Konjušennyj fu ribattezzato Teatralny.

### Progetto originale
All'inizio del XIX secolo furono proposti diversi progetti per sostituire i ponti in legno con nuovi in metallo o in pietra, ma la loro attuazione fu costantemente rinviata. A quel tempo, una serie di edifici importanti erano in costruzione a San Pietroburgo, si stava formando l'insieme architettonico della Piazza delle Arti e gli urbanisti non potevano prestare molta attenzione a un paio di piccoli ponti vicino al prato Tsaritsyn. Ciò continuò fino al 1807, quando Carlo Rossi, che ricevette l'ordine per la costruzione di un palazzo per il fratello di Alessandro I, il granduca Michail Pavlovič Romanov, tra il Canale di Caterina e la Fontanka, si mise a ridisegnare l'intera area circostante il complesso architettonico da lui concepito. Tra gli oggetti da lui progettati per lo sviluppo dell'area, c'erano due ponti insoliti, che poggiavano con una delle loro estremità sulle rive del canale Yekaterininsky e Moika, e l'altra su un supporto comune al centro del Mojka. Allo stesso tempo, apparve per la prima volta il nome di Ponte a tre archi, anche se ufficialmente i nomi dei ponti di legno che si trovavano qui: Malo-Konjušennyj e Teatralny, furono lasciati a due dei tre elementi.
Il progetto per la costruzione di nuovi ponti in ghisa, al posto di quelli vecchi in legno, venne sviluppato nel 1807-1829 con la partecipazione dell'architetto E. Geste e l'ingegner E.E. Adam, che si era offerto di costruirli come ponti separati. Gli architetti A. Modui, V.E. Beretti e gli ingegneri A.E. Bettencourt, P.P. Bazin, V. Tretter e M.G. Destrem, proposero di combinare i ponti in un unico insieme, che alla fine fu realizzato.

### Costruzione dei ponti
I ponti vennero costruiti tra il 1829 e 1830 sotto la guida di V. Tretter sul progetto, nella forma finale preparato da E.E. Adam. Quest'ultimo presumeva che le recinzioni e le lanterne dei ponti avrebbero dovuto essere diverse nel disegno, ma Tretter insistette sul fatto che i ponti dovessero essere decorati in modo uniforme.
Entrambi i ponti hanno una campata, coperta da volte in ghisa realizzate con tubi. L'arco del falso ponte pedonale confina con il ponte Teatralny dal lato dell'edificio delle scuderie imperiali principali. Il primo ponte è lungo 18 metri, largo circa 15,5 metri al centro e 19 metri alle estremità; la lunghezza del secondo ponte è di 23 metri, a parità di larghezza (circa 15,6 m).

### XX secolo
Tra la fine del XIX e l'inizio del XX secolo, gli ingegneri e gli architetti di San Pietroburgo presentarono ripetutamente proposte per demolire entrambi i ponti ed erigere al loro posto un unico ampio ponte. Ma nessuno di questi progetti venne approvato. L'aspetto storico dei ponti è stato conservato fino ad oggi senza cambiamenti significativi. Solo nel 1936, durante la revisione, i ponti subirono piccoli ammodernamenti: l'impalcato del ponte fu asfaltato e i marciapiedi furono separati dalla carreggiata da alti cordoli in granito. Durante il restauro del 1952 è stata ripristinata la decorazione delle lanterne e delle ringhiere. L'ultima volta che l'insieme del ponte è stato restaurato è stato nel 2001 poi è stato rifatto con pietre squadrate e il traffico sui ponti è rimasto interrotto durante i lavori.

## Attrazioni
- Accanto al ponte si trova la Chiesa del Salvatore sul Sangue Versato
- Il Giardino Mikhailovsky confina con il ponte.